# طبقات القراء السبعة وذكر مناقبهم وقراءاتهم
 طبقات القراء السبعة وذكر مناقبهم وقراءاتهم، كتاب ألفه عبد الوهاب بن يوسف بن إبراهيم، ابن السلار الشافعي، المتوفى سنة 782 ه، قال عنه محمد الداوودي: «ولي المشيخة الكبرى بدمشق بعد وفاة ابن اللبان، وانتهت إليه مشيخة الإقراء بالشام، وكان إماما خيّرا ديّنا منقطع القرين، جامعا لفنون من العلم كالنحو والفقه والتفسير».

## نبذة عن الكتاب
وهو كتاب اهتم بجمع أسانيد العلماء الذين تتلمذ على يديهم في القرآن، وختم كتابه بالقول: «ومن تدبر هذه الإجازات الشريفة والأسانيد العالية المنيفة، ونظر بعين العلم والإنصاف، وعدل عن التعصب والإجحاف، وجدها من أجل الأسانيد وأعلاها، وأرفع روايات على وجه الأرض وأسناها».:210

## سبب التأليف
ذكر المؤلف سبب تأليفه للكتاب فقال: «أخذت ذلك بالجد والحزم، طلبا بالإتقان والتجويد، وحرصا على الشمول في مجيد حملة القرآن المجيد، فقلّ إمام به مذكور، إلا وقد تهاداني إليه رواح وبكور، إلى أن نسقهم سلك إسنادي، ووريت بلقائهم زنادي، وخدمت أنديتهم التي تحتم الرحمة فيها، وتضع الملائكة أجنحتها لمنتديها، فصدرت بحمد الله عن الأئمة والرواة كما صدر الظمآن عن الفرات، والله تعالى ينفع بعمر أنفقته في سبيله، وقطعته بين قديم تنزيله وحديث رسوله، ويوجه ذلك إلى رضاه وقبوله، فقدر الحامل قدر محموله».:34

## المنهج الذي سار عليه المؤلف
وقد سار المؤلف على المنهج التالي: استهل المؤلف الكتاب بجملة من الأحاديث والآثار، تحث على تعلم القرآن وتعليمه، وتحذر من عاقبة هجره ومخالفة أمره، وقد ذكر المؤلف أسانيد القراء، ابتداء بإسناد شيخه تقي الدين بن الصائغ، وغيره مثل: وحيد الدين الخلاطي، ثم مجير الدين الدمشقي، ثم بدر الدين بن بصخان، ثم مجد الدين التونسي، ثم شهاب الدين الحراني، وذكر أسانيد كل قارئ وإجازاته في جميع القراءات التي قرأها الشيخ بجميع طرقها ورواياتها، على وجه الاستقصاء والتفصيل، من شيخه إلى النبي محمد صلى الله عليه وسلم.:7-8

## طبعات وتحقيق الكتاب
طبعة المكتبة العصرية- بتحقيق: أحمد محمد عزوز، وكانت الطبعة الأولى، في عام 1423 هـ - 2003 م.